# Курилово (Сокольский район)
Курилово — деревня в Сокольском районе Вологодской области на реке Бохтюга.
Входит в состав Архангельского сельского поселения, с точки зрения административно-территориального деления — в Архангельский сельсовет.
Расстояние по автодороге до районного центра Сокола — 18 км, до центра муниципального образования Архангельского — 3 км. Ближайшие населённые пункты — Мочалово, Гоголицыно, Навалкино, Иванково, Корякино.
По данным переписи в 2002 году постоянного населения не было.